# Phrynobatrachus uzungwensis
Phrynobatrachus uzungwensis es una especie  de anfibios de la familia Phrynobatrachidae.

## Distribución geográfica
Es endémica de Tanzania.   

## Estado de conservación
Se encuentra amenazada de extinción por la pérdida de su hábitat natural.